# Майк Воллес
Мирон Леон «Майк» Воллес (англ. Myron Leon "Mike" Wallace; 9 травня 1918 — 7 квітня 2012) — американський журналіст, ведучий телевізійних ігор, актор, діяч засобів масової інформації. Протягом 60-річної кар'єри брав інтерв'ю у видатних особистостей, серед яких Ден Сяопін, Аятолла Хомейні, Курт Вальдхайм, Ясір Арафат, Анвар Садат, Еріх Фромм, Володимир Горовіц і Сальвадор Далі. За інтерв'ю з Махмудом Ахмадінеджадом Воллесу у віці 81 року вручили його 21-ю премію Еммі. .
Був одним з журналістів в телепрограмі 60 minutes, яка з'явилася на телеканалі CBS в 1968 р

## Біографія
Майкл Воллес, прізвище якого спочатку звучало як Волек, народився 9 травня 1918 року в місті Бруклайн, штат Массачусетс , США в родині єврейських емігрантів Франка і Зіни (Шарфман) Воллес. Його батько був крамарем і страховим брокером. У 1935 році Майк закінчив середню школу. Через чотири роки він закінчив Мічиганський університет з дипломом бакалавра мистецтв. Ще в університеті він був репортером для Michigan Daily. З 1940 року він став працювати фрілансером на радіо в Чикаго. З 1943 року Уоллес служив в ВМС США, але не брав участі в бойових діях. У 1946 році він повернувся в Чикаго. З кінця 1940-х років він став штатним диктором на радіо CBS. У 1949 році він знявся в поліцейській драмі Stand By for Crime.

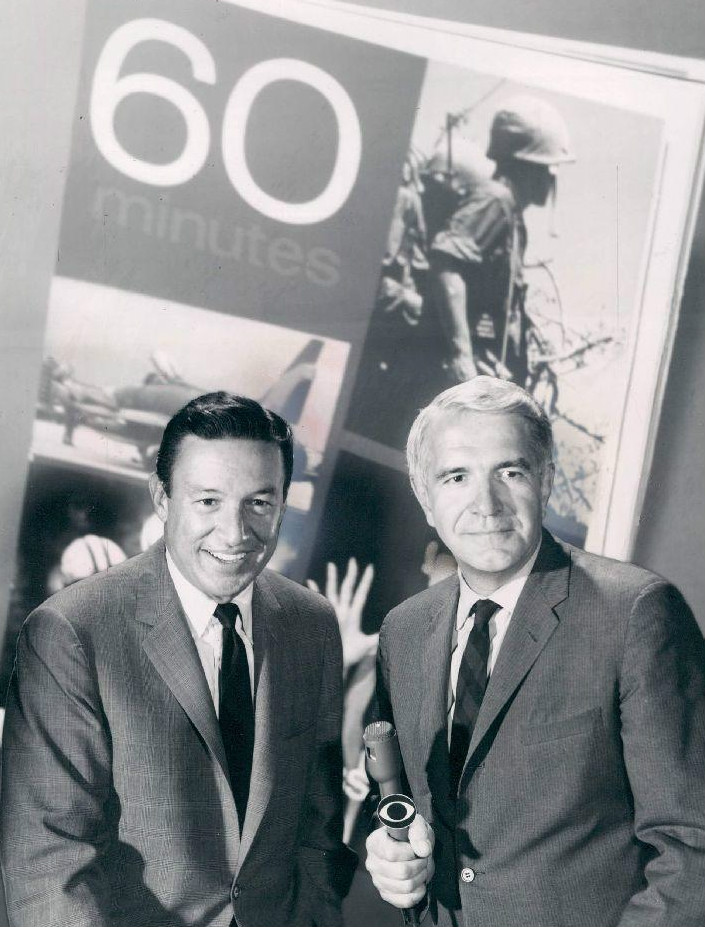
Воллес і Гаррі Різонер на прем'єрі «60 хвилин» в 1968 році.

Він працював провідним журналістом для програми 60 Minutes. У 2006 році він покинув програму як штатний кореспондент, але продовжував робити внесок до 2008 року. Своє останнє інтерв'ю взяв у баскетболіста Роджера Клеменса.
Останні роки життя провів у будинку для літніх людей в штаті Коннектикут. Помер 7 квітня 2012 року на 94 році життя. Випуск програми «60 Minutes» від 15 квітня 2012 року було повністю присвячений Майку Воллесу .
Його молодший син Кріс також є журналістом. Старший син Пітер у віці 19 років загинув під час альпіністського сходження в Греції в 1962 р.
У 1999 році режисер Майкл Манн зняв драматичний трилер «Своя людина», що розповідає про найбільший в історії США корпоративному скандалі. Фільм номінувався на 7 статуеток премії «Оскар», роль Майка Воллеса виконав Крістофер Пламмер, висунутий за неї на кілька кінопремій світу .

## Біографія та автобіографії
- Rader, Peter. 'Mike Wallace: A Life'. New York: Thomas Dunne Books, 2012. ISBN 0-312-54339-5.
- Close Encounters: Mike Wallace's Own Story. New York: William Morrow, 1984. ISBN 0-688-01116-0 (у співавторстві з Gary Paul Gates).
- Between You and Me: A Memoir. New York: Hyperion, 2005 (у співавторстві з Gary Paul Gates).